# Гляденська сільська рада (Благовіщенський район)
Гля́денська сільська рада (рос. Гляденьский сельский совет) — сільське поселення у складі Благовіщенського району Алтайського краю Росії.
Адміністративний центр — село Глядень.

## Населення
Населення — 1294 особи (2019; 1453 в 2010, 1806 у 2002).

## Склад
До складу сільської ради входять:
| Населений пункт | Населення, осіб (2002) | Населення, осіб (2010) |
| --------------- | ---------------------- | ---------------------- |
| Глядень, село   | 854                    | 737                    |
| Глядень-2, село | 394                    | 281                    |
| Глядень-3, село | 369                    | 280                    |
| Глядень-4, село | 189                    | 155                    |